# Любить по-русски 2
«Любить по-русски 2» — российско-белорусский фильм Евгения Матвеева, вышедший в 1996 году. Вторая часть трилогии «Любить по-русски».

## Сюжет
Поначалу жёнам главных героев одним приходится вести боевые действия, так как мужей (за исключением трусливо сбежавшего Михаила) посадили в тюрьму продажные чиновники и местные мафиози. В дальнейшем герои не только выходят на свободу, но и принимают участие в предвыборной кампании. Вчерашний партийный функционер и недавний заключённый Мухин баллотируется на пост губернатора. Руководство области, влиятельные бизнесмены и бандиты не намерены мириться с текущим положением дел.

## В ролях
- Евгений Матвеев — Валерьян Петрович Мухин
- Галина Польских — Катерина Ивановна
- Никита Джигурда — Виктор Иванович Курлыгин
- Ольга Егорова — Полина Александровна  Крылова
- Лариса Удовиченко — Татьяна
- Светлана Суховей — Светлана Михайловна, следователь
- Ростислав Янковский — Ярошевич
- Зинаида Кириенко — Зинаида Георгиевна Широкова, прокурор
- Георгий Мартиросьян — Гаврилов
- Евгений Жариков — Олег Сергеевич Турчак, губернатор
- Анатолий Котенёв — полковник Андрей Николаевич Рубашкин
- Аристарх Ливанов — главком ВВС
- Елена Аминова — Надеждина, лидер беженцев у Белого дома
- Нина Агапова — Анна Александровна, мать Татьяны
- Александр Аржиловский — генерал Кашперов
- Алексей Ванин — «президент», заключённый
- Леонид Павлючик — «пресс-секретарь», заключённый с котёнком[1]
- Светлана Коновалова — Надежда Филипповна, тётка Полины
- Александр Потапов — Егоров, председатель колхоза
- Фёдор Сухов — отец Василий
- Александр Тимошкин — Вениамин, сотрудник тюрьмы
- Валентина Титова — Валентина Николаевна, бывшая жена Мухина
- Иван Шабалтас — Воронов, военный летчик

## Съёмочная группа
- Автор сценария: Валентин Черных
- Режиссёр: Евгений Матвеев
- Оператор: Юрий Любшин
- Художник: Денис Кладиенко
- Композиторы: Владимир Комаров, Евгений Птичкин
- Постановщик трюков: Дмитрий Тарасенко
- Продюсеры: Виктор Глухов, Сергей Мелькумов, Елена Яцура, Эрик Вайсберг